# Głośne Wrótka
Głośne Wrótka (1499 m) – głęboko wcięta przełączka na północnych stokach Tatr Bielskich na Słowacji. Znajduje się w północno-wschodniej grani Płaczliwej Skały, pomiędzy Głośną Skałą (1658 m) a znajdującą się w jej północno-wschodniej grani Głośną Turnią (1527 m). Szerokie siodło Głośnych Wrótek porasta kosodrzewina. Głośna Skała opada na nie łagodnym i porośniętym kosodrzewiną stokiem, Głośna Turnia natomiast pionową ścianą o wysokości około 30 m. Jej górna część jest przewieszona. W kierunku wschodnim do najniższej części progu Doliny Szerokiej opada z niej trawiasto-kosówkowe zbocze, na północ, do Głośnego Żlebu depresja z trzema progami. Próg górny i środkowy są bardzo strome i trawiaste, dolny, o wysokości około 40 m jest skalisty i górą nieco przewieszony.
Nazwę przełęczy wprowadził Władysław Cywiński w 4. tomie przewodnika Tatry. Można na nią bez trudności wyjść od progu Doliny Szerokiej. Nie prowadzi przez nią jednak żaden szlak turystyczny, ani  nawet nieznakowana ścieżka. Cały rejon Tatr Bielskich poza znakowanymi szlakami to zamknięty dla turystów i taterników obszar ochrony ścisłej TANAP-u.